# Chironomus montuosus
Chironomus montuosus is een muggensoort uit de familie van de dansmuggen (Chironomidae). De wetenschappelijke naam van de soort is voor het eerst geldig gepubliceerd in 1985 door Ryser, Wuelker & Scholl.